# ジェフ・タランゴ
ジェフリー・ゲイル・"ジェフ"・タランゴ（Jeffrey Gail Tarango, 1968年11月20日 - ）は、アメリカ合衆国カリフォルニア州マンハッタンビーチ出身の元男子プロテニス選手。という。1999年全仏オープン男子ダブルスで、ゴラン・イワニセビッチと組んで準優勝した選手である。同じ1999年のジャパン・オープン・テニス選手権男子ダブルスで、ダニエル・バチェクと組んだ優勝もある。左利き。自己最高ランキングはシングルス42位、ダブルス10位。ATPツアーでシングルス2勝、ダブルスで1999年ジャパン・オープンを含む14勝を挙げた。

## 経歴
タランゴはスタンフォード大学の学生テニス選手として活動した後、1989年からプロテニス選手になった。同年の全米オープンでアンドレイ・チェスノコフとの3回戦に初進出する。1992年にATPツアーでシングルス2勝を挙げたが、それ以後はシングルスのタイトルを獲得できずに終わってしまう。1995年ウィンブルドン選手権3回戦で、タランゴはアレクサンダー・ムロンツとの対戦中に審判への暴言を繰り返したため、6-7, 1-3の時に主審から「失格」を言い渡された。テニスの試合中の暴言による失格問題は1990年全豪オープン4回戦で失格になったジョン・マッケンローなど過去に若干の前例があったものの、タランゴは「テニスの聖地・ウィンブルドンで」選手権史上初の試合中失格処分を受けたことで大きな話題を呼んだ。その後は1997年全豪オープンと1997年全米オープンで3回戦進出があるが、彼はキャリアを通じて4大大会の男子シングルスでは4回戦以上に勝ち残れなかった。
ウィンブルドンでトラブルを起こした1995年、その直前の4月にソウル・オープンでセバスチャン・ラルーと組み、ATPツアーでダブルス初優勝を果たす。この年にダブルス3勝を獲得してから、タランゴはダブルスの分野で成績を伸ばしていく。彼のテニス経歴は1999年にハイライトを迎え、この年にダブルスで6大会優勝し、全仏オープン男子ダブルスで準優勝した。パートナーも多様な選手たちと組み、ジャパン・オープン・テニス選手権を含む3大会でダニエル・バチェクと、2つはデイヴィッド・アダムズ、1つはオリビエ・ドレートルと組んだ。全仏オープン男子ダブルスで組んだゴラン・イワニセビッチとは、初めての組み合わせで決勝に進出した。ともに左利きの2人は、決勝で第1シードのマヘシュ・ブパシ/リーンダー・パエスに2-6, 5-7のストレートで敗れ、初優勝のチャンスを逃した。
2000年シドニー五輪ではオリンピックのアメリカ合衆国選手団の一員として出場し、シングルス2回戦でマリアノ・サバレタに敗れた。同年のジャパン・オープン・テニス選手権ではマイケル・ヒルと組んで2年連続の決勝戦進出を果たしたが決勝でブパシ/パエス組に4-6, 7-6, 3-6で敗れ、男子ダブルス2連覇を逃した。
2001年度は6大会でダブルス決勝に進出したものの、4月のハサン2世グランプリで1勝したのみで、他の5大会は準優勝で止まった。この年はマイケル・ヒルとのペアで好成績が多く、ハサン2世グランプリで現役最後のダブルス優勝を飾り、全仏オープン男子ダブルスで2年ぶり2度目の準決勝進出も記録している。タランゴは2003年全米オープンの男子ダブルス1回戦敗退を最後に、34歳で現役を引退した。